# Shapla Salique
Farzana Salique (en bengali: ফরজানা সালিক), connue comme Shapla Salique (শাপলা সালিক, Balaganj, Sylhet, 8 décembre 1975) est une chansonnière et harmoniumiste britannique née au Bangladesh.

## Biographie
Elle naît dans une famille de musiciens folk ; son frère Uchchall (n. 1973) joue du tabla et son oncle, ses parents et ses grands-parents étaient célèbres musiciens dans sa région d'origine.
En février 1970, son père, Abdus Salique (n. 1952) s'installe à l'East End de Londres.
Elle assiste à la Raine's Foundation School et obtient son diplôme en musique à la l'Université de Leeds.
Elle commence à chanter à l'âge de 3 ans, et en 1985 elle devient la chanteuse principale du groupe folk de son père Dishari Shilpi Gosthi, établi à Shadwell (en) et actif pendant les années 1980 et 90. Ils faisaient des performances au Royaume Uni ou à l'étranger, et pour le Royal Albert Hall ou Save the children. Ils faisaient des versions des chansons de Kazi Nazrul Islam, parmi d'autres.

## Discographie
- Siyono na Siyona, 1997
- Lai Lia, 2002
- No Boundaries, 2016